# Устав Републике Хрватске (филм)
Устав Републике Хрватске је хрватски комични—драма филм из 2016. године. Режирао га је Рајко Грлић, који је уједно писао и сценарио, заједно са и Антом Томићем. Главне улоге у филму тумаче Небојша Глоговац, као Вјеко Краљ, Дејан Аћимовић, као Анте Самарџић и Ксенија Маринковић, која тумачи улогу Маје Самарџић. Филм је премијерно приказан 4. августа 2016. године на Филмском фестивалу у Монтреалу.
Сценарио за филм је писан на Салашу 137. који се налази у Ченеју (Нови Сад)